# Kasteel van Nyköping

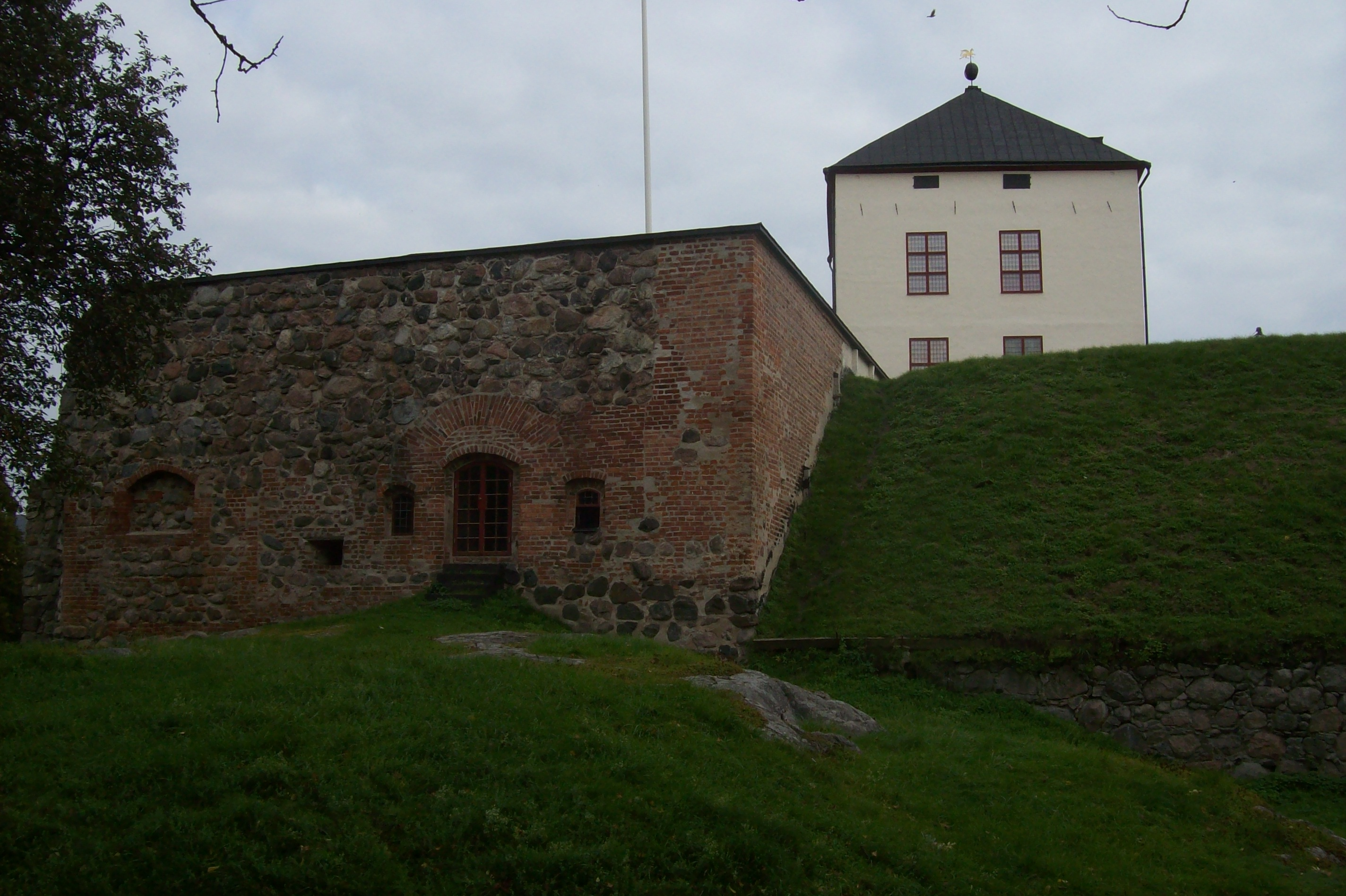
Kasteel Nyköping met ruïne

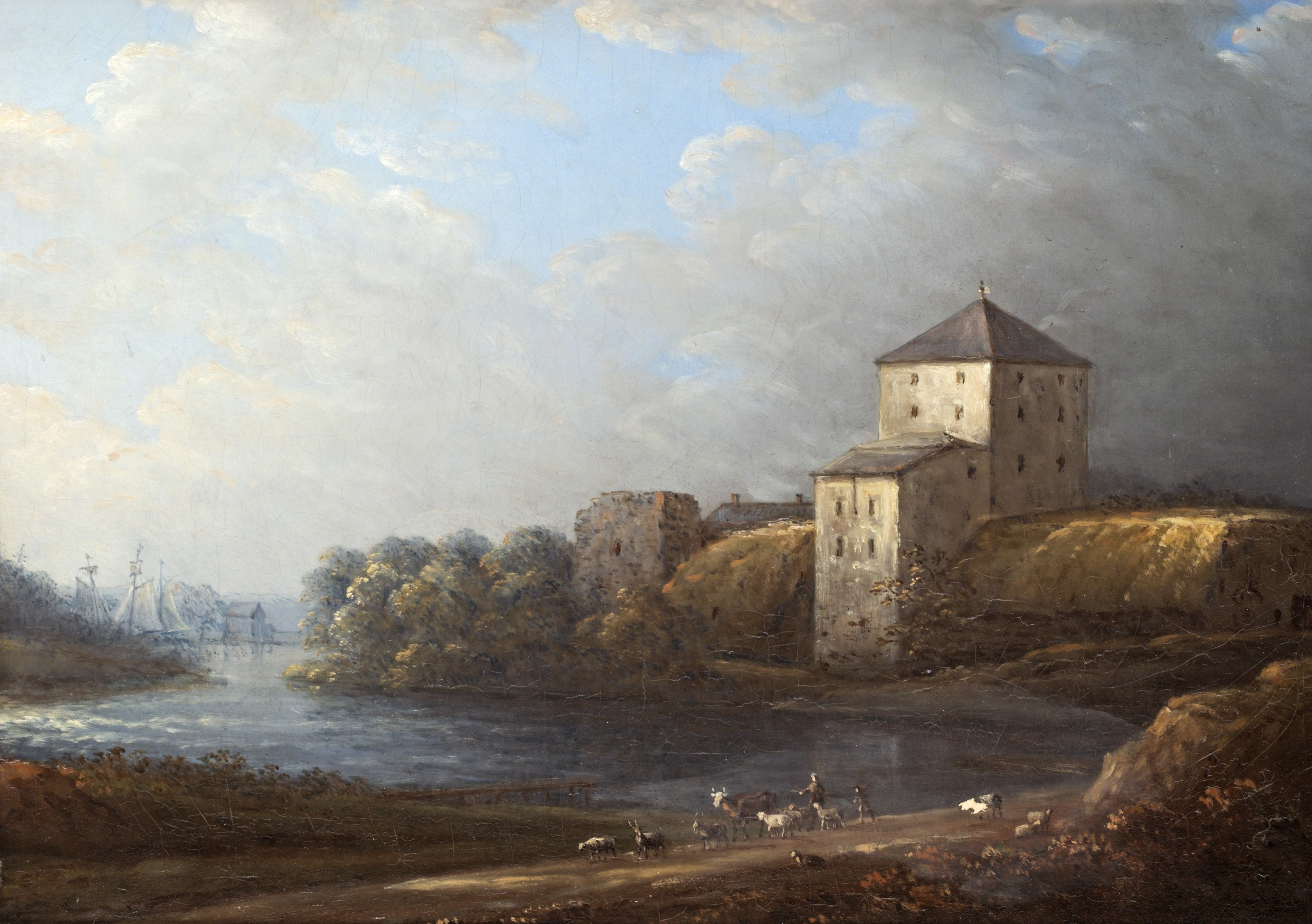
Het 18e-eeuwse slot op een schilderij van Carl Johan Fahlcrantz

Kasteel Nyköping (Zweeds: Nyköpingshus of Nyköpings slott) is een deels geruïneerd 12e-eeuws kasteel in Nyköping (Zweden). Het kasteel is vooral bekend geworden door een voorval uit 1317 dat de geschiedenis is ingegaan als het Banket van Nyköping.
In een van de gebouwen van het voormalige kasteel, Gamla residenset (de oude residentie), huist het Sörmlands Museum. Een restaurant is gevestigd in de bankethal en Drottningkällaren (de koninginnekelder). 

## Geschiedenis
De bouw van het kasteel begon eind 12e eeuw. Oorspronkelijk was het bedoeld als fort of vesting, maar er werd later tijdens de bouw, waarschijnlijk door Birger Jarl, tot de bouw van een groot kasteel besloten. Gedurende de regeerperiode van Albert van Zweden werd het kasteel als onderdeel van een leenschap aan de Duitse ridder Raven van Barnekow beleend. Deze maakte een aantal verbeteringen aan het bouwwerk en ook Bo Jonsson Grip deed dit wat later ook. Verdere verbeteringen en uitbreidingen aan het kasteel werden in de late middeleeuwen gedaan. Gustaaf I van Zweden versterkte het kasteel verder. Hij liet bijvoorbeeld de ronde schutterstoren bouwen die er vandaag de dag nog staat.
Het middeleeuwse kasteel werd eind 16e eeuw herbouwd door hertog Karel (de latere Karel IX van Zweden als renaissancepaleis. Het paleis brandde volledig af tijdens de stadsbrand van 1665. Het kasteel werd niet opnieuw opgebouwd en veel van de nog bruikbare bouwmaterialen werden hergebruikt voor de opbouw van het Stockholmpaleis. Wel waren nog gebouwen gespaard gebleven die groot genoeg waren om als zomerresidentie te fungeren en dit bleef zo tot 1760.
Gedeeltes van het kasteel werden gerestaureerd in de 20e eeuw, zoals Kungstornet (de koningstoren) en Gamla residenset (de oude residentie). 

### Gebeurtenissen
- Op 26 december 1302 overleed ex-koning Waldemar I van Zweden op het slot, nadat deze vanaf 1288 er in luxe gevangenschap verbleef.
- Op 11 december 1317 vond het Banket van Nyköping in het middeleeuwse kasteel plaats. De twee broers Erik en Waldemar, broers van koning Birger I van Zweden, werden na het kerstdiner gevangengenomen.
- Op 20 september 1396 vond hier de ondertekening van het Reces van Nyköping plaats.
- Op 3 maart 1538 vond het huwelijk tussen Svante Stensson Sture en Martha Leijonhufvud plaats (zij was een zus van koningin Margaretha Leijonhufvud).
- Op 30 oktober 1611 overleed koning Karel IX van Zweden op het slot.
- Op 8 november 1622 werd de latere koning Karel X Gustaaf van Zweden op het slot geboren.